# John Winter
John Winter, född 12 mars 1924, död 5 december 2007, var en australisk höjdhoppare.
Winters talang för höjdhopp upptäcktes då han som femtonåring 1940 klarade höjden 1,85. Karriären fick därefter ett (ofrivilligt) uppehåll, då han tjänstgjorde vid Royal Australian Air Force i England under andra världskriget. När han återvände till Australien igen efter krigsslutet, återupptog han sitt tävlande och vann de australiska mästerskapen både 1947 och 1948.
Winters absolut främsta merit kom senare under 1948, när han blev olympisk mästare. Han gick segrande ur höjdtävlingen under OS 1948 i London med ett hopp på 1,98. Tävlingen drog kraftigt ut på tiden då den gick under dåliga väderförhållanden med mycket regn. Fem hoppare klarade 1,95, men på 1,98 rev samtliga kvarvarande deltagare ut sig, bortsett från Winter, som klarade höjden övertygande. Ironiskt nog var det flera andra hoppare som vid tidigare tillfällen hoppat betydligt högre. Bjørn Paulson från Norge tog silvermedaljen, medan amerikanen George Stanich kom på tredje plats. Höjden 1,98 kan i skenet av det dåvarande världsrekordet på 2,11 te sig ganska medelmåttig. Förklaringen till att resultatnivån inte var bättre står nog dels att finna i väderförhållandena, dels i det nyligt avslutade världskriget.
Efter spelen i London stannade Winter i England, något som gjorde att han ej deltog i de australiska mästerskapen 1949. Året efter återvände han dock till sitt hemland och återtog den nationella titeln. Detta kvalificerade honom till Samväldesspelen i Auckland senare samma år. I Nya Zeelands största stad inkasserade han sin karriärs näst största viktoria, då han hoppade hem guldmedaljen på höjden 1,98 - för övrigt samma höjd som gett honom OS-guldet två år tidigare. Kort tid efter detta drog Winter sig tillbaka från tävlandet, 26 år gammal.
Winters personliga rekord stannade på 2,00 (1948). Det påstås dock att han skall ha hoppat högre på träning.
Winter arbetade i det civila som bankir vid tiden för sin OS-triumf. Hans OS-guld är fortfarande den enda australiska guldmedaljen i höjdhopp.